# سفارت اندونزی در پاریس
سفارت اندونزی در پاریس (به فرانسوی: Ambassade d'Indonésie en France) یک منطقهٔ مسکونی و نمایندگی سیاسی این کشور در فرانسه است که در پاریس واقع شده‌است.